# 21 (число)
21 (двадцать один) — натуральное число, расположенное между числами 20 и 22.

## Число в различных областях

### Наука
- Атомный номер скандия.

#### Математика
- 21 — двузначное нечётное составное число, фигурное число, число Фибоначчи[1], шестое треугольное число, пятое число Моцкина, число Якобсталя.
- 1021 называется секстиллион, приставки СИ: зетта- (Z) и зепто- (z)
- 21 = 1 + 2 + 3 + 4 + 5 + 6
- Минимальное число различных квадратов, которыми можно замостить квадрат[2].
- Двадцать первая проблема Гильберта.

### Кино
- Мачо и ботан (англ. 21 Jump Street — «Джамп стрит, 21»)
- 21 и больше (англ. 21 & Over)
- Двадцать один день — фильм по рассказу Джона Голсуорси «Первый и последний» (1914)
- Двадцать один год
- Двадцать одно (англ. 21)
- Казино «Рояль» — двадцать первый из серии фильмов про английского агента Джеймса Бонда, основанный на самом первом романе Яна Флеминга о супершпионе

### В других областях
- Число 21 в народном обиходе кличут "очком"
- 21 день в году — 21 января.
- 21 год.
- 21 год до н. э.
- 1921 год.
- XXI век.
- 21 — Код субъекта Российской Федерации Чувашской республики.
- ГАЗ-21 — советский легковой автомобиль.
- МиГ-21 — советский истребитель, самый распространённый военный самолёт в истории.
- Карточная игра «Блэк Джек» (Black Jack). «Блэк Джек» — это комбинация двух первых карт, дающая в сумме 21 очко (туз и десятка или туз и «картинка»). «Блэк Джек» выигрывает у любой другой комбинации карт, включая и комбинации с суммой, равной 21.
- С 1985 года в СССР алкоголь реализовывался лицам, достигшим 21 года [http://www.recipe.ru/docs/nd/print.php?id=1012 (недоступная+ссылка)] (недоступная ссылка).
- Порт компьютерного протокола TCP/IP с номером 21 используется FTP.
- На игральной кости 21 точка.
- «21» — ресторан в Нью-Йорке.
- Честер Алан Артур — 21-й президент США.
- Иллинойс — 21-й штат США.
- 21 — альбом группы Rage.
- 21 Savage — американский рэпер.
- Twenty One Pilots - американский дуэт.
- 21 — альбом певицы Adele.

- Число 21 по месяцам: 21 января | 21 февраля | 21 марта | 21 апреля | 21 мая | 21 июня | 21 июля | 21 августа | 21 сентября | 21 октября | 21 ноября | 21 декабря

## Разное
- Если верить экспериментам доктора Дункана МакДугалла, то 21 грамм - вес души, которая покидает тело после смерти. Современные исследователи сомневаются в результатах его эксперимента.